# Episparis sponsata
Episparis sponsata är en fjärilsart som beskrevs av Fabricius 1787. Episparis sponsata ingår i släktet Episparis och familjen nattflyn. Inga underarter finns listade i Catalogue of Life.